# Retusa sulcata
Retusa sulcata är en snäckart som först beskrevs av d'Orbigny 1841.  Retusa sulcata ingår i släktet Retusa och familjen Retusidae. Inga underarter finns listade i Catalogue of Life.